# Stuttgarter Friedenspreis
Der mit 5000 Euro dotierte Stuttgarter Friedenspreis wird in der Regel jährlich verliehen an Personen oder Projekte, die sich „in besonderer Weise für Frieden, Gerechtigkeit und eine solidarische Welt“ engagieren.
Wahlberechtigt sind alle, die entweder der Stiftung Stuttgarter Friedenspreis oder den AnStiftern in den vergangenen zwölf Monaten mindestens fünfzig Euro gespendet haben, sich ehrenamtlich bei den AnStiftern engagieren oder Ehrenmitglied sind. Jeder Wahlberechtigte hat drei Stimmen. Er kann einem Vorschlag alle drei Stimmen geben oder die drei Stimmen beliebig auf verschiedene Vorschläge verteilen.

## Preisträger
- 2024: Correctiv, Medienunternehmen
- 2023: Seebrücke Baden-Württemberg, politische Bewegung, die sich für eine solidarische und menschenrechtsbasierte Migrationspolitik einsetzt
- 2022: Reporter ohne Grenzen, Nichtregierungsorganisation, die sich für Pressefreiheit einsetzt
- 2021: Maryja Kalesnikawa, belarussische Bürgerrechtsaktivistin und Musikerin
- 2020: Julian Assange, australischer investigativer Journalist, Politaktivist und Gründer sowie Sprecher von WikiLeaks
- 2019: Sea-Watch, Verein, der im Mittelmeer in Seenot geratene Flüchtlinge rettet
- 2018: Emma González, US-amerikanische Anti-Waffen-Aktivistin
- 2017: Aslı Erdoğan, türkische Physikerin, Journalistin und Schriftstellerin
- 2016: Jürgen Grässlin, rüstungskritischer Publizist und Friedensaktivist
- 2015: Giusi Nicolini, Bürgermeisterin der Mittelmeerinseln Lampedusa und Linosa
- 2014: Edward Snowden, ehemaliger Geheimdienstmitarbeiter und Whistleblower
- 2013: Enio Mancini und Enrico Pieri, Überlebende des NS-Massakers im italienischen Sant’Anna di Stazzema, die sich seit Jahren für die juristische Aufarbeitung des Kriegsverbrechens und für internationale Verständigung einsetzen
- 2012: Aktion Aufschrei – Stoppt den Waffenhandel!
- 2011: Fatuma Abulkadir Adan (Kenia); Fußball und Emanzipation („Wir zielen, um Tore zu schießen, nicht um zu töten.“)
- 2010: Werner Baumgarten, AK Asyl
- 2009: Susan Bardócz und Arpad Pusztai, kritische Genforscher(innen)
- 2008: POEMA – Programm Armut und Umwelt in Amazonien
- 2007: Agustín Aguayo, Sanitäter und Deserteur
- 2006: Wolfram Hülsemann, Leiter des Brandenburgischen Institutes für Gemeinwesenberatung, Demokratie und Integration (demos)
- 2005: Giuliana Sgrena, italienische Journalistin
- 2004: Lama Tarayra, palästinensische Schülerin für ihre Versöhnungsarbeit zwischen israelischen und palästinensischen Jugendlichen
- 2003: Komitee für Grundrechte und Demokratie